# 경현단
경현단(景賢壇)은 대한민국 경기도 가평군 설악면에 있는, 조선시대의 성리학자로서 이름 높았던 조광조를 비롯한 12유현을 모신 제단이다. 1986년 5월 2일 가평군의 향토문화재 제3호로 지정되었다.

## 개요
경현단은 조선시대의 성리학자로서 이름높았던 조광조를 비롯한 12유현을 모신 제단이다. 본래 이곳은 조선 현종 2년(1661)에 창권된 미원서원이 있던 자리이다. 그러나 고종 8년(1871) 대원군의 서원철폐령에 의하여 철폐되었고 그 뒤 지방유림들의 주선으로 그 자리에 단을 설치하고 돌로 만든 신주를 12개 세워 놓았다. 이 신주들은 70여㎝의 높이의 제1기단과 그 위에 높이 30㎝정도인 제2기단을 쌓아 단을 만들었다. 배향된 유현들은 조광조, 김식, 남경언, 김육, 김창흡, 이제신, 박세호, 이원충, 남도진, 이항로, 김평묵, 유중교 선생이다.

## 현지 안내문
경현단
- 景賢壇 가평군 향토문화재 제9호

경현단은 조광조와 감식을 추모하기 위해 조선 현종 2년(1661)에 창건한 미원서원터에 조성된 단이다. 1868년 흥선대원군의 서원철폐령이 내려지자 1869년 미원서원에서 모시던 위패를 터에 묻고 단을 설치하게 되었다. 1919년부터는 단을 다시 꾸려 제사를 지냈으나 6.25전쟁으로 다시 파손되어 방치되었다. 1974년에 이르러서야 비석을 다시 세우고 미원서원에 있던 사당의 이름이었던 경현사를 기인하여 경현단이라 하였다. 현재 조광조, 김식, 김육, 김우옹, 박세호, 이제신, 김창흡, 남도진, 남하행, 이항로, 김평묵, 유중교 등 12인의 신위비가 모셔져 있다.

## 사진

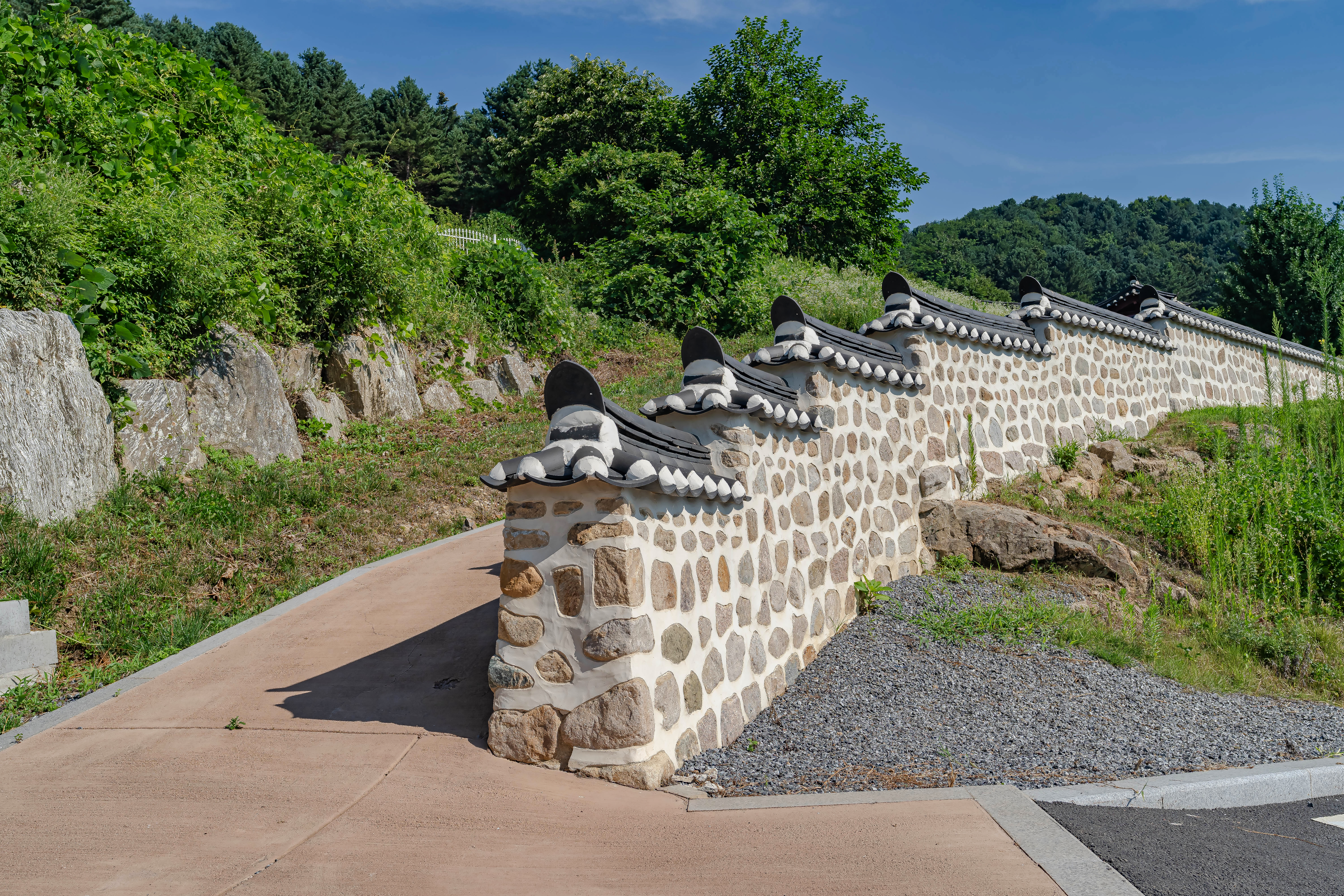
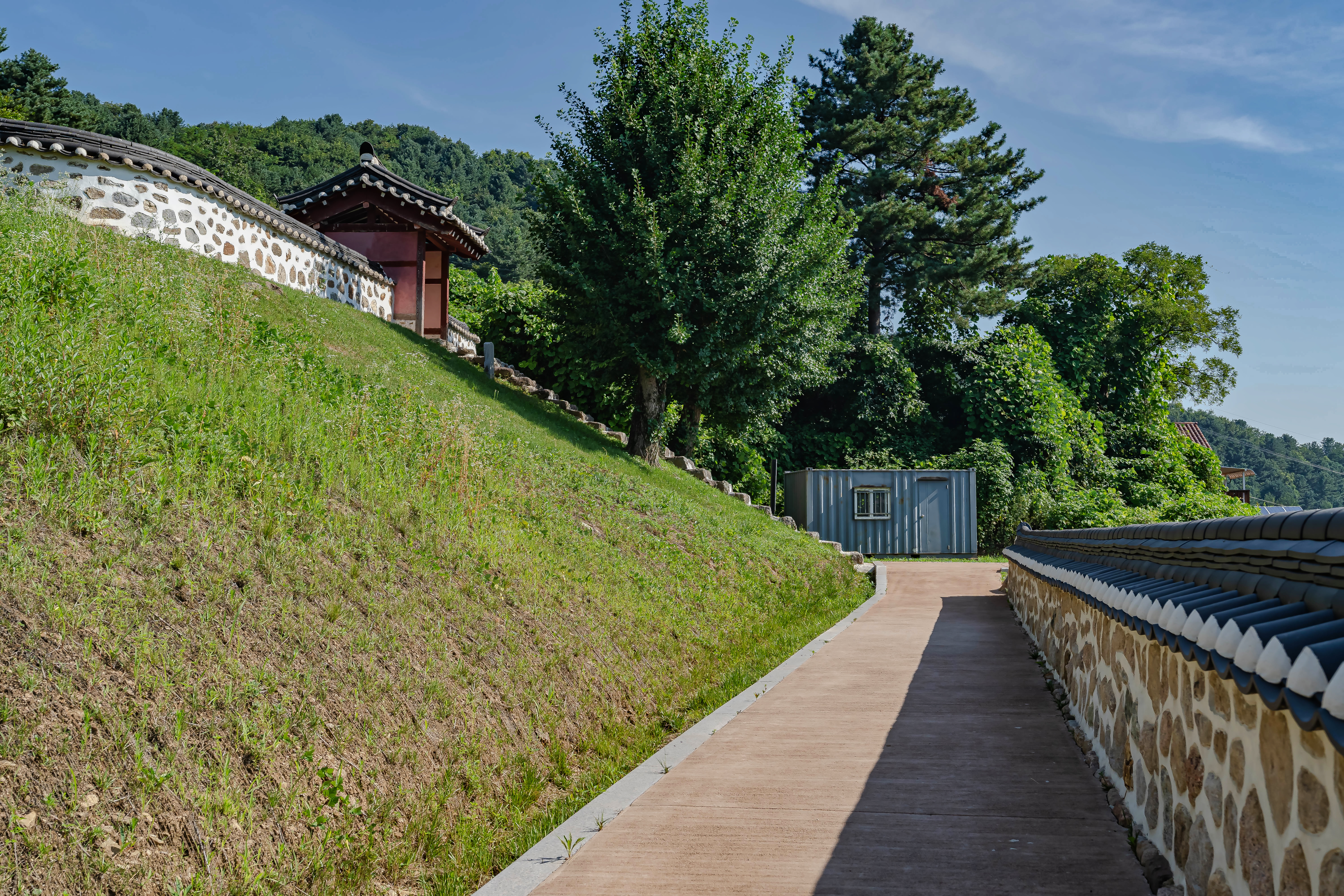
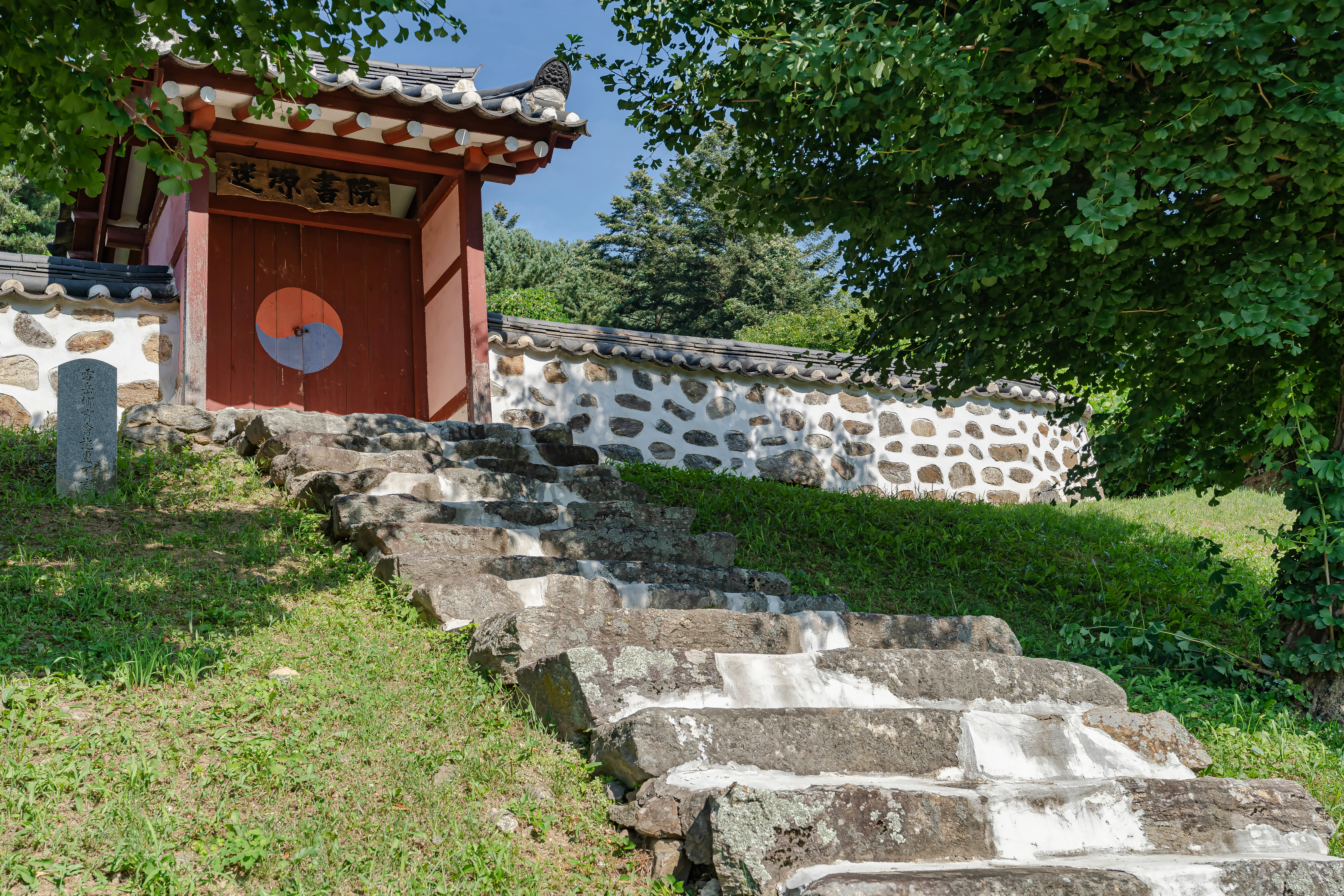
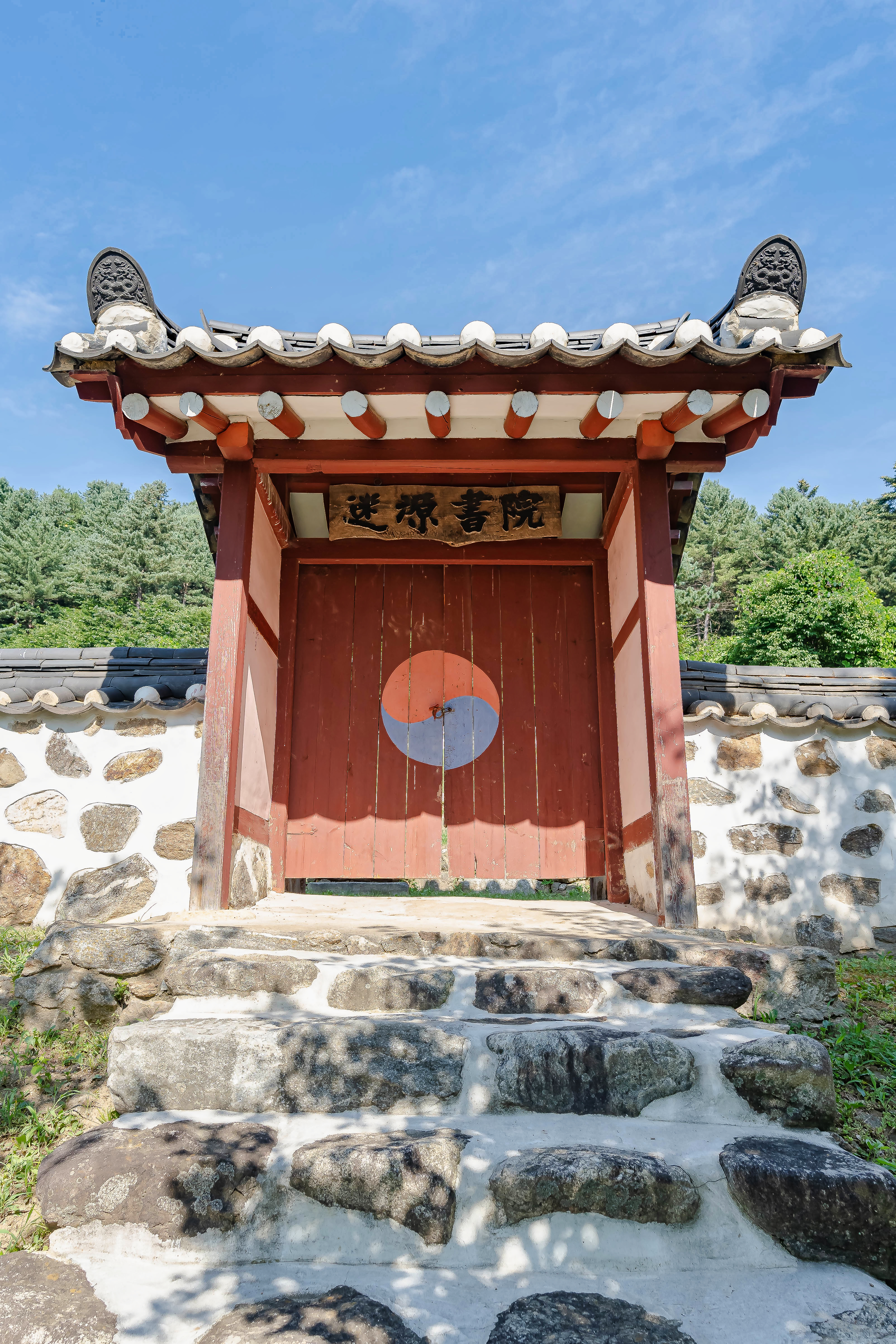
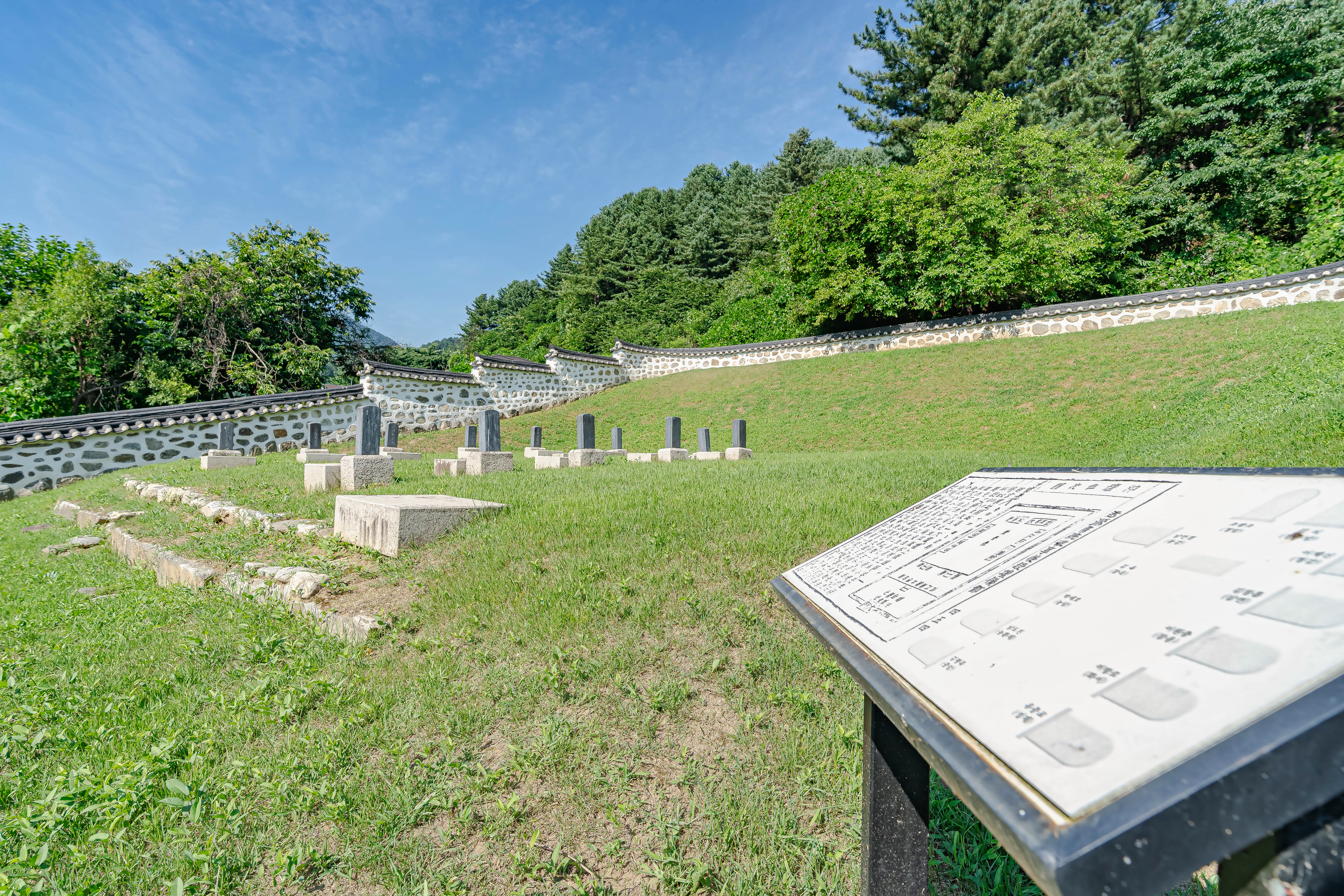
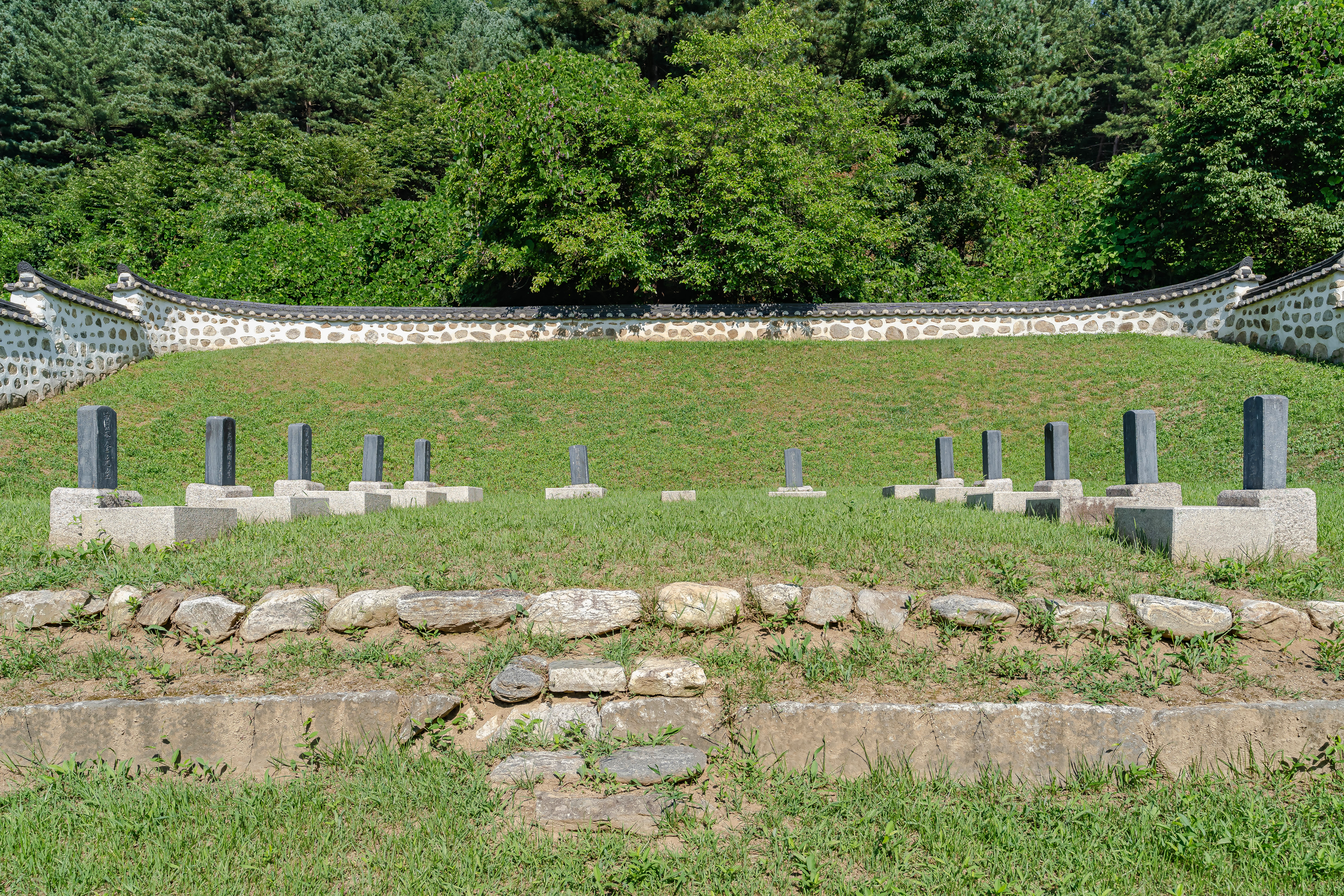
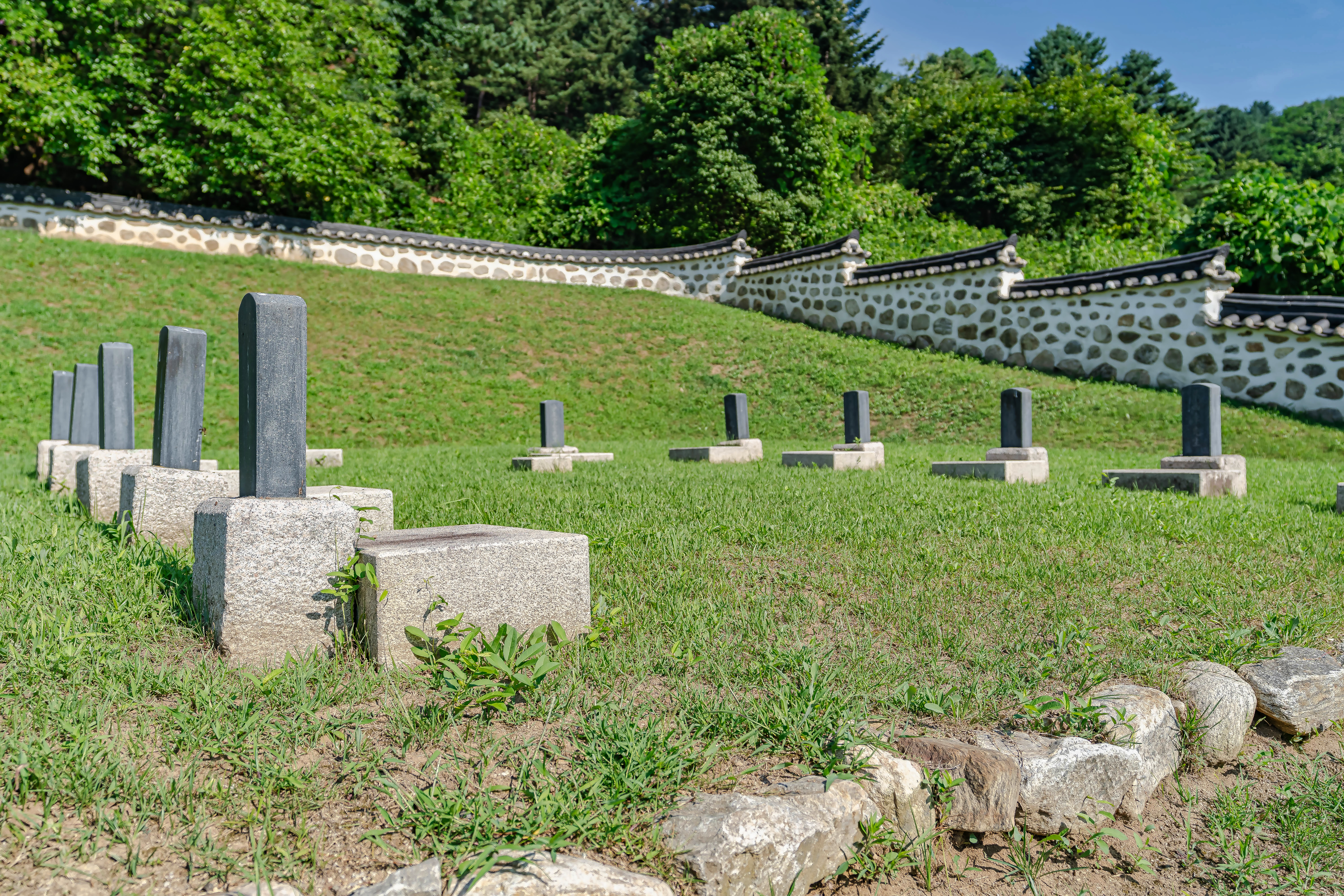
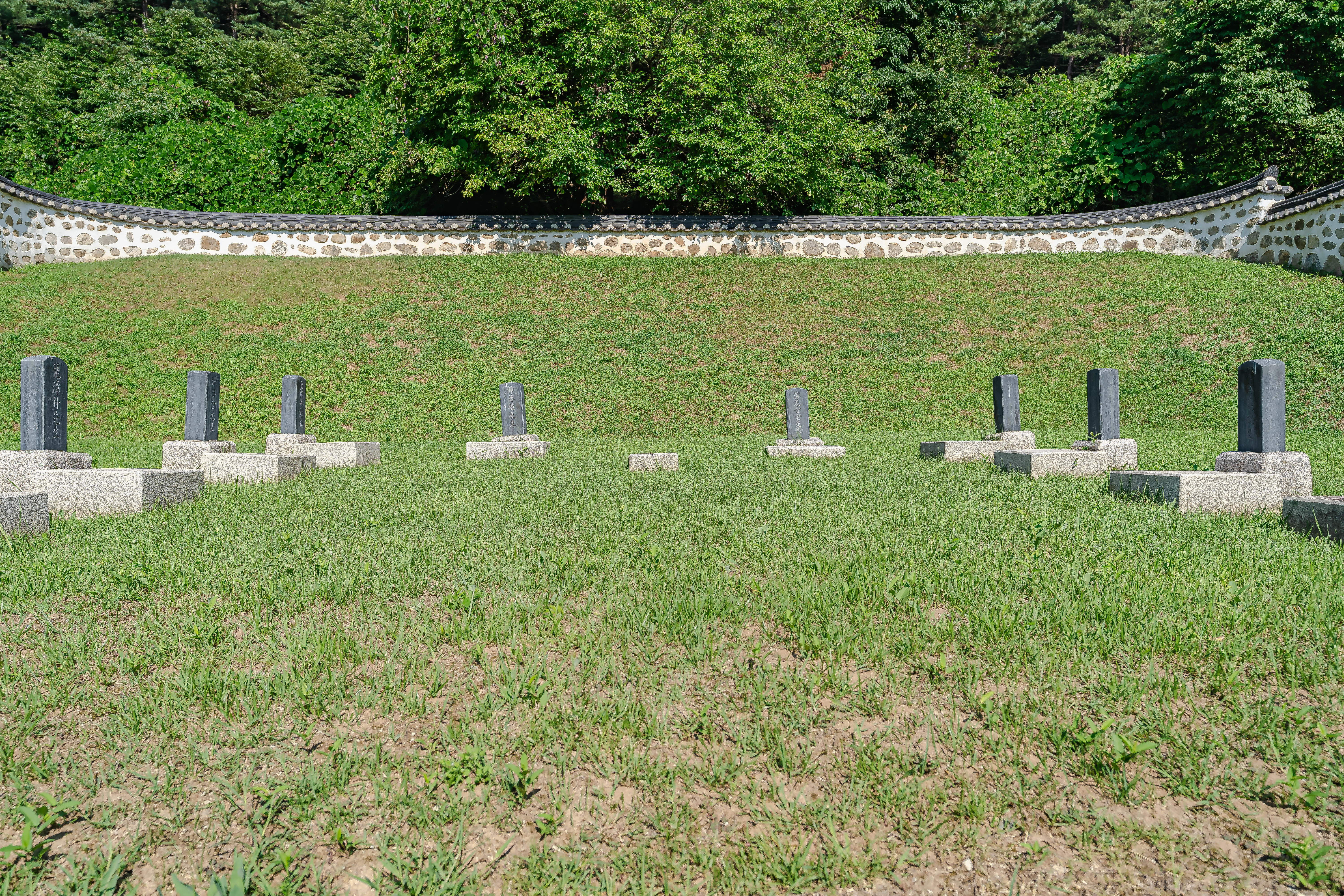
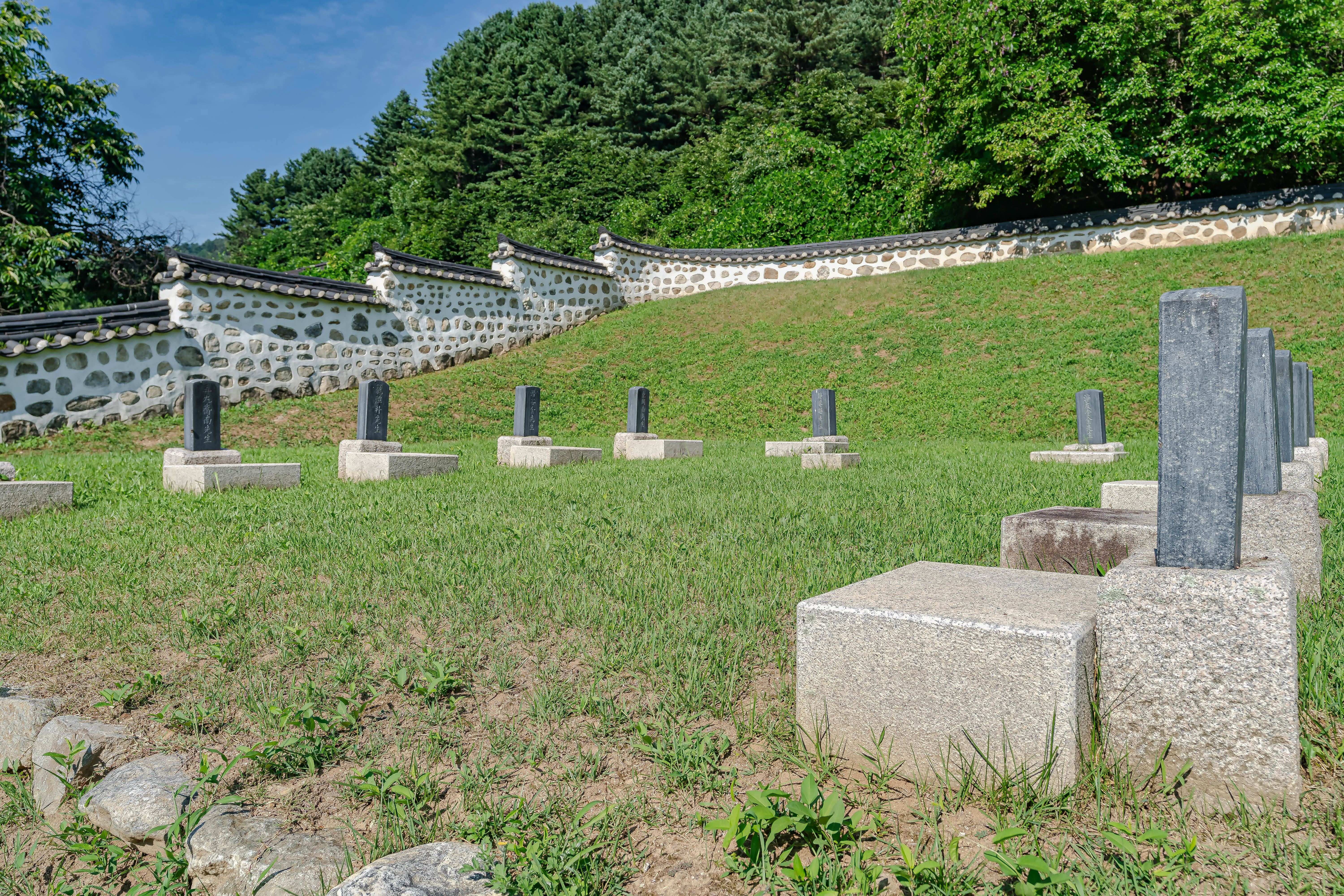
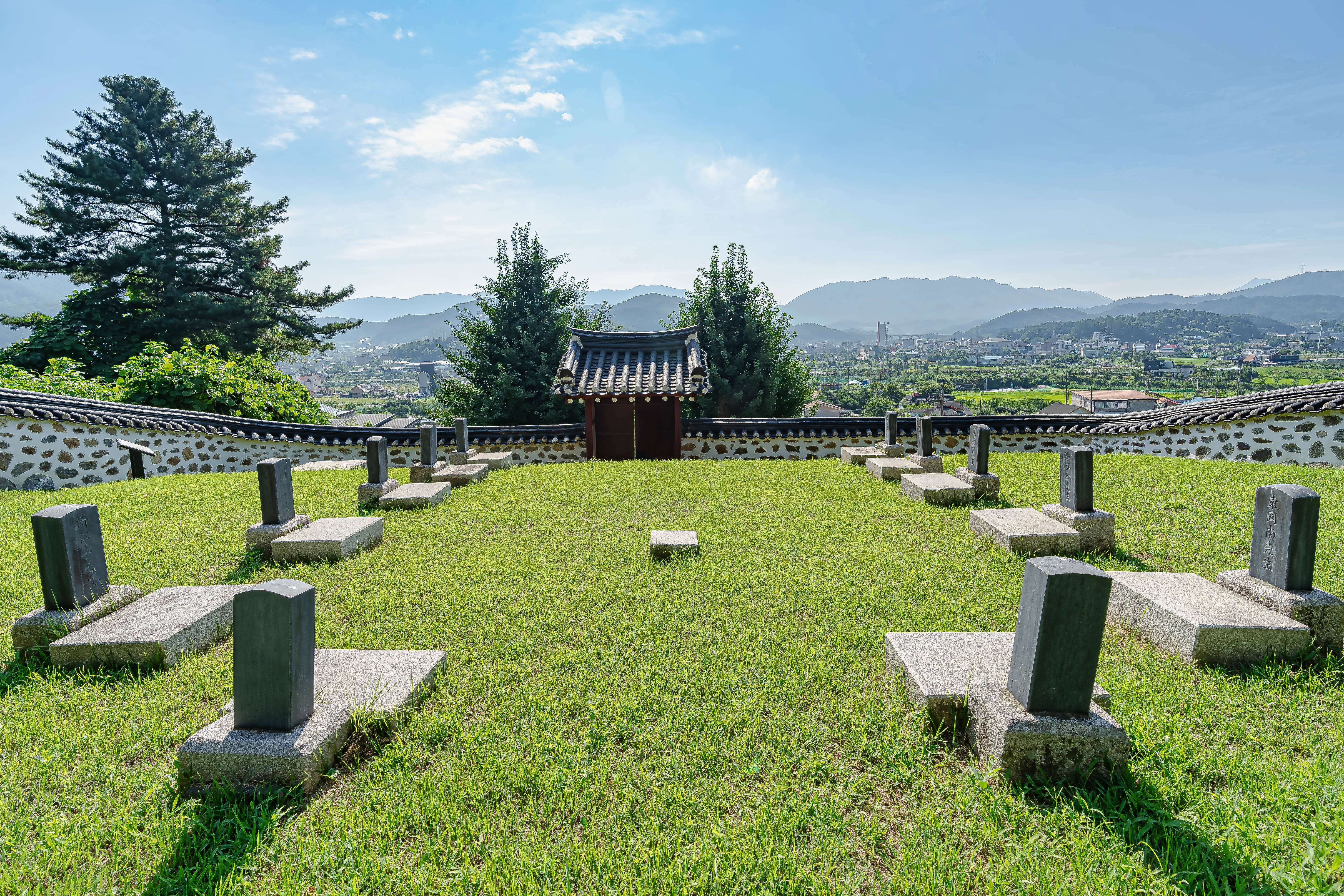
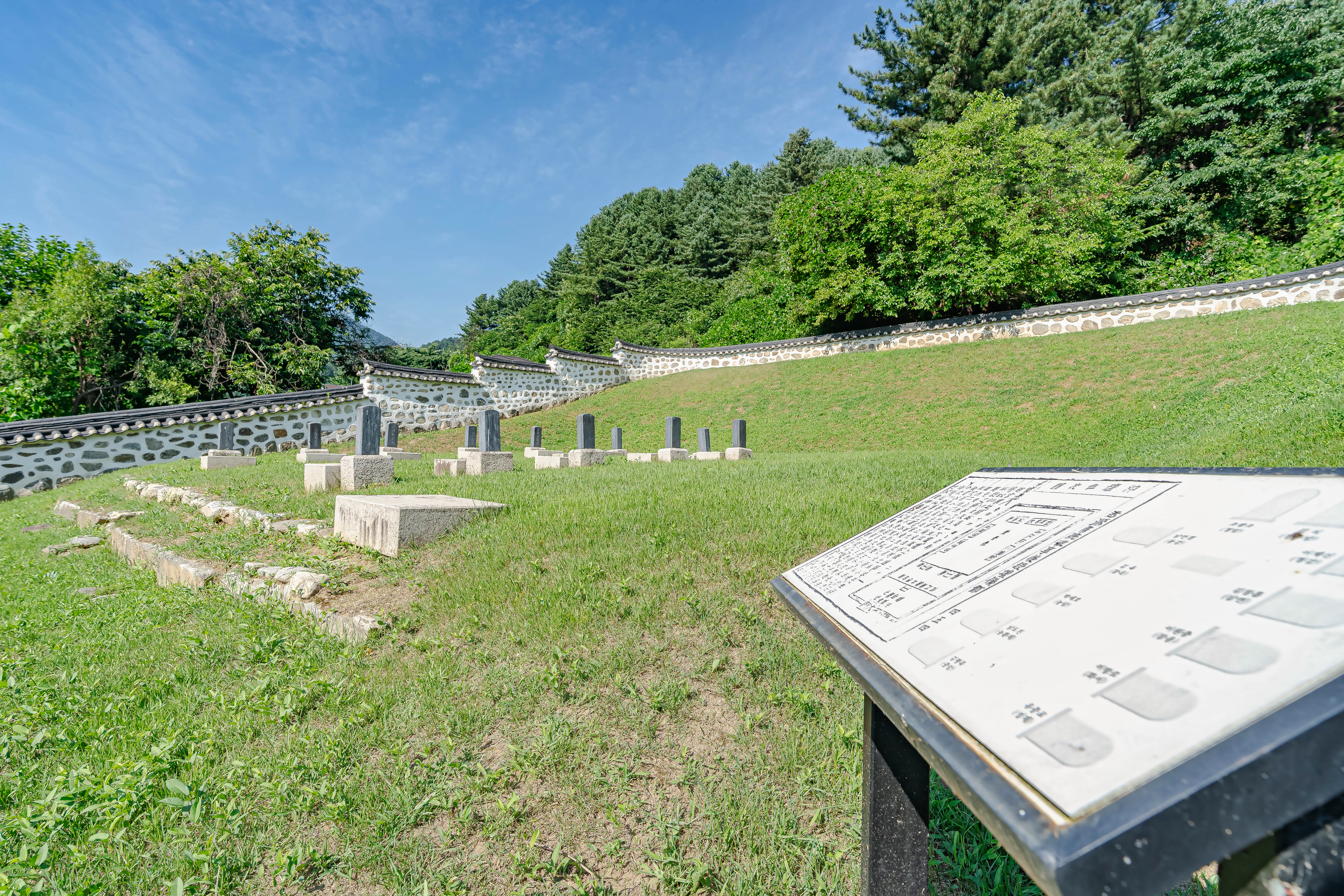
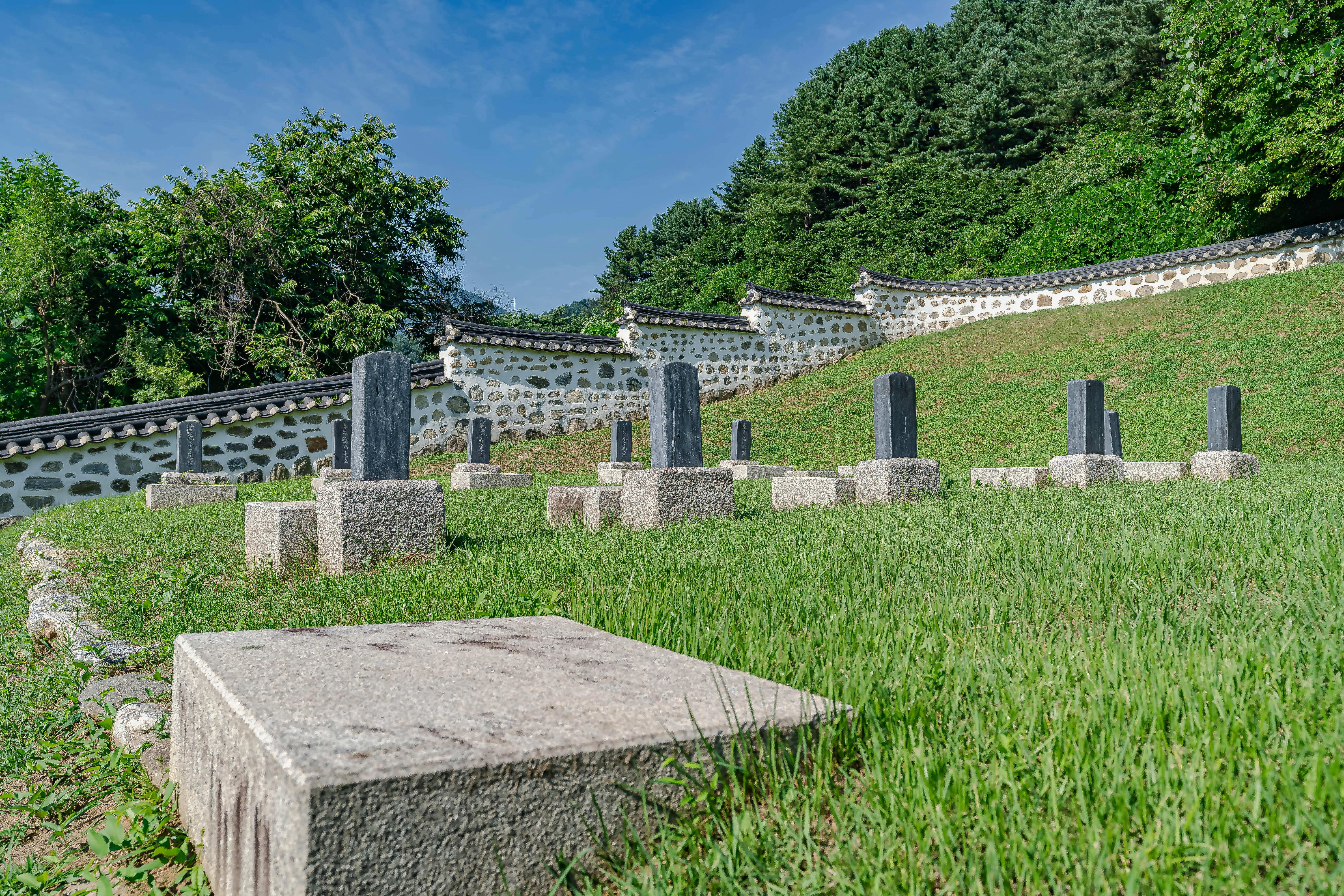
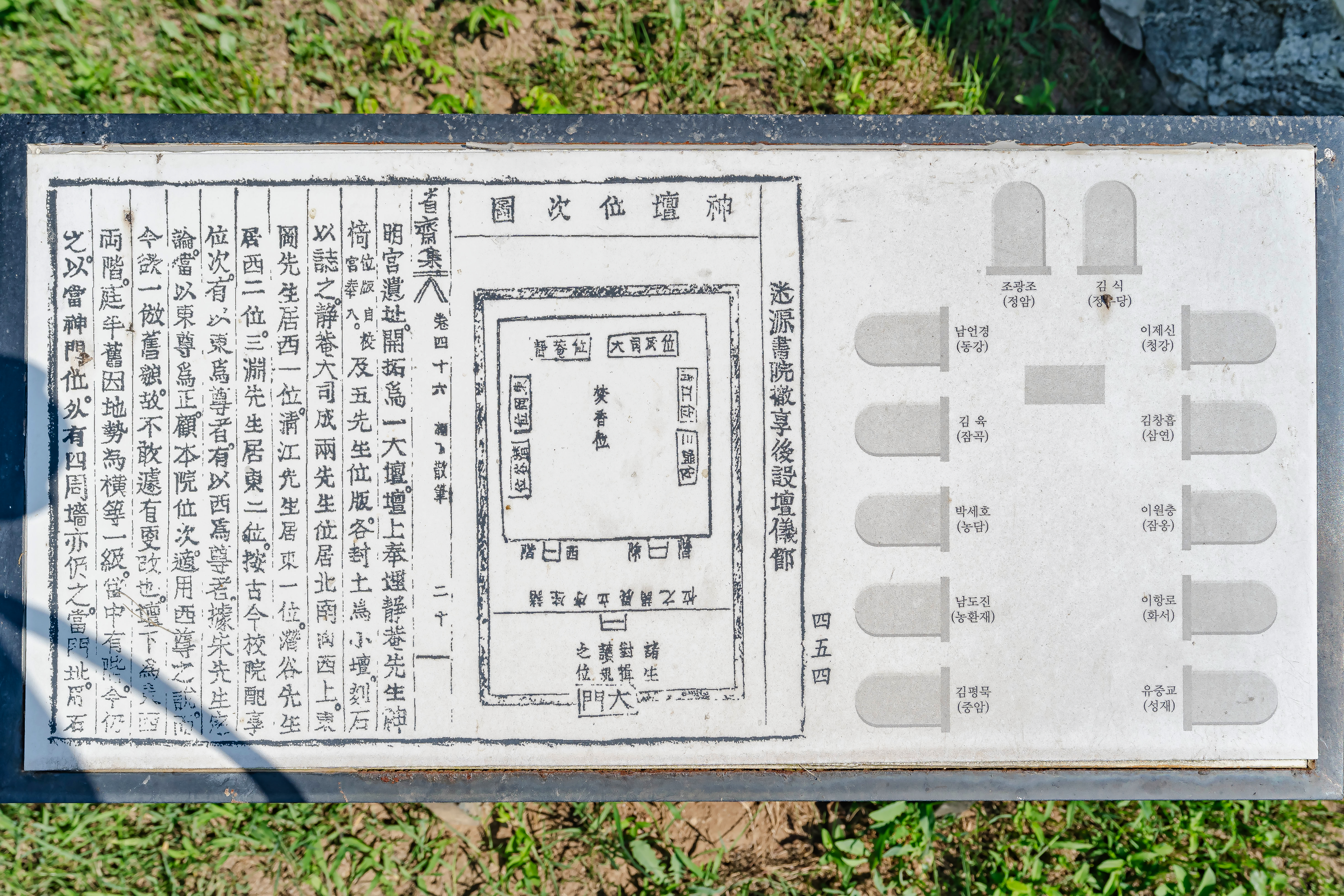
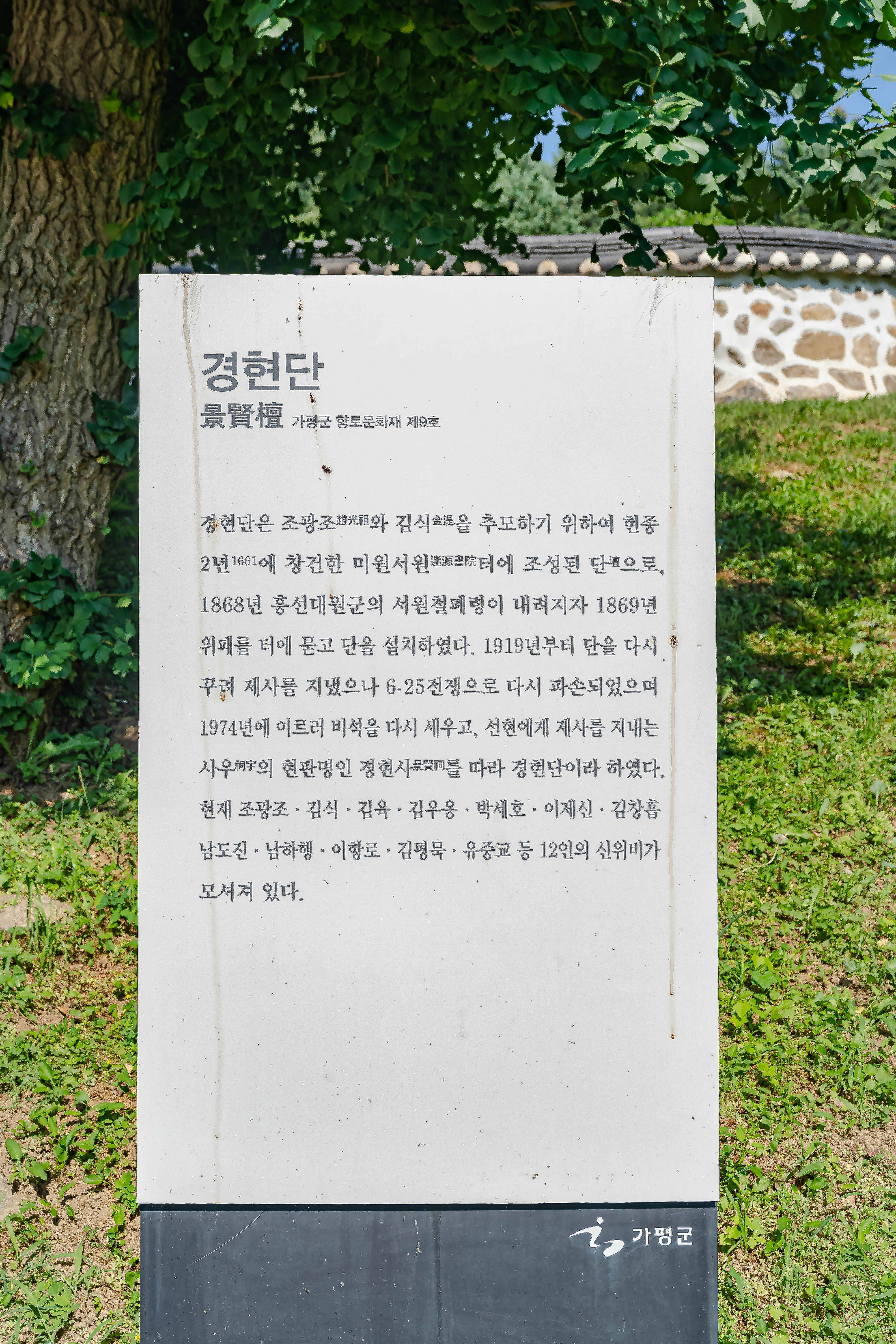

## 참고 문헌
- 경현단 - 가평군 홈페이지
- 미원서원 - 한국민족문화대백과사전
- 경현단 - 디지털가평문화대전
- 경현단 보관됨 2021-08-12 - 웨이백 머신 - 가평문화원 보관됨 2021-08-10 - 웨이백 머신
- 경현단 - 경기도메모리
- 미원서원이 있던 자리에는 가평 경현단이 있다. - 가평군 공식 블로그
- 『가평군지(加平郡誌)』(가평군,1986)
- 『경기도사(京畿道史)』(경기도,1982)